# Тес-Хемский кожуун
Тес-Хемский кожуун  (тув. Тес-Хем кожуун) — административно-территориальная единица и муниципальное образование (муниципальный район) в составе Республики Тыва Российской Федерации.
Административный центр — село Самагалтай (бывшая столица Тувы).
В настоящее время территория кожууна составляет 6687,2 кв. км. (4 % от территории Республики Тыва). Численность постоянного населения Тес-Хемского кожууна  на 01.01.2015 года 8411 человек. Кожуун занимает 9 место в Республике Тыва по территории и 12 - по численности населения.

## Легенда о происхождении названия кожууна
Давным-давно гора Танну-Уула была женщиной. Однажды Танну-Уула родила двух дочерей. Старшую дочь звали Улуг-Хайыракан, а младшую — Биче-Хайыракан. Биче-Хайыракан вскоре стала такой красивой, что очаровала всех. Великая гора Хаан-Когей влюбился в красавицу Биче-Хайыракан. Состоялась самая богатая, красивая свадьба во всей округе. Жили они счастливо и в достатке. Но Биче -Хайыракан тосковала по своей матери, сестре и родине. Однажды невестка сбежала из дома. Тем временем рассердившийся Хаан-Когей отправил за беглянкой свое войско. Войско не догнав ее, испугавшись гнева Хаан-Когея превращается в хребет Агар и гору Кара-Шат. Скорбные слезы горы Хаан-Когея превращаются в три соленые озера Дус-Холь, Бай-Холь, Шара-Нуур. Хаан-Когей рассердился пуще прежнего, топнул ногой и крикнул грозным голосом: «Не встретишься с сестрой больше никогда!». И пустил между сестрами большую реку. Улуг-Хайыракан хотела встретиться, но не смогла, и с горечью молвила «Дес-ле, дес!», что в переводе означает «Беги, беги! Пускай тебя не догонят!» Так появилась река Тес-Хем, во имя, которой назвали кожуун.

## История
В 1921 году создано – Тувинская Народная Республика. Первым председателем Правительства ТНР на всетувинском учредительном съезде, который проходил в августе 1921 года в местечке Суг-Бажы, был избран амбын-ноян Содунам-Балчыр, прямой потомок первого тувинского амбын-нояна Дажы.
Тесийнгольский хошун, переданный в удел тувинскому амбын-нояну, располагался по обе стороны хр. Танну-Ола. Территория хошуна захватывала левобережье Улуг-Хема от Бай-Булуна до современного Кызыла, затем тянулась на юг до хр. Танну-Ола (районы озер Чедер, Алгый, Чагытай, долина р. Шуурмак и т.д.), а с южной стороны от этого хребта простиралась по бассейну среднего и нижнего течения р. Тес-Хема. Большая часть собственно Амбын-Нояновского (Тесийнгольского) хошуна расположена на территории современного Тес-Хемского кожууна Республики Тыва.
Тес-Хемский кожуун образован в  1921 году как один из первых и крупных в Тувинской Народной Республике. В последующие годы он претерпевал несколько преобразований по административно-территориальному делению. В его состав в разные годы входили Эрзинский и Тере-Холький кожууны, часть Тандинского кожууна, а также территории, переданные Монголии.

## География
Площадь территории — 6,68 тыс. км². По кожууну протекают реки: Орхин-Гол, Шивилиг-Хем, Тес-Хем, Хараалыг-Хем.
По восточной части кожууна проходит по региональной автодороге "Енисей" Р-257
Тес-Хемский кожуун приравнен к районам Крайнего Севера.
Тес-Хемский кожуун располагает уникальным разнообразием живописных ландшафтов. На сравнительно небольшой территории, можно увидеть все природные зоны Земли, за исключением саванн и влажных тропических лесов (джунглей). Государственный природный биосферный заповедник «Убсунурская котловина» является памятником всемирного природного наследия ЮНЕСКО.

### Горы
Территория Тес-Хемского кожууна находится в основном в пределах южных склонов хребта Восточный Танну-Оола и в северо-восточной части Убсу-Нурской котловины, частично на северных склонах хребта Восточный Танну-Оола. Административно граничит с Монголией с южной и юго-западной стороны и с кожуунами республики: с западной стороны — Овюрским, с северо-западной — Улуг-Хемским и Чеди-Хольским, с северной — Тандинским, северо- восточной — Каа-Хемским, восточной -Тере-Хольским и юго-восточной -Эрзинским.
Географическое положение Тес-Хемского кожууна на стыке между восточно-сибирскими таежными и центрально-азиатскими полупустынными ландшафтами предопределило богатство его флоры и фауны. Более 60 процентов территории представляют собой охотничьи угодья. Здесь промышляют соболя, саянскую белку, рысь, росомаху, горностая, медведя, волка, марала, горного козла, кабаргу.
Более половины территории расположено в пределах Убсу-Нурской котловины и образует равнинный рельеф местности, характерной чертой которого являются протянувшиеся от отрогов гор сухие долины с временными водотоками. На северной части территориально-административного образования находится хребет Восточный Танну-Ола. Здесь преобладает горный и предгорный рельеф с высотами 1100—1400 м, который представлен шлейфами, мелкосопочником, увалами и предгорными равнинами.
По территории Тес-Хемского кожууна проходит важный природный рубеж: водораздел планеты («хребет планеты») — воды рек, которые протекают в северном направлении принадлежат бассейну р. Енисей и в конечном итоге впадают в Северный Ледовитый океан, а южные реки принадлежат бассейну р. Тес-Хем и их воды впадают в бессточное озеро Убсу-Нур. В свою очередь озеро Убсу-Нур является частью планетарной системы бессточных озер Азии, которая в пределах данной местности называется «Большие Озера Монголии». В планетарном масштабе южнее этой системы реки имеют южное направление и их воды впадают Тихий и Индийский океаны.
На северной части территориально - административного образования находится хребет Восточный Тану–Ола. Здесь  преобладает горный и предгорный рельеф с высотами 1100 – , который представлен шлейфами, мелкосопочником, уварами и предгорными равнинами.

#### Сангилен (Сенгилен)
Сенгилен – нагорье в юго-восточной части Тувы. Служит водоразделом рек бассейна малого Енисея и Тес-Хема. Нагорье простирается с запада на восток на . Наибольшая ширина достигает 120км. максимальная высота – 3276м. Нагорье сложено гнейсами, кристаллическими сланцами, мраморированными известняками, прорванными интрузиями гранитов. Вершины разнообразной формы: от платообразных до зазубренных (в областях распространения древнего оледенения).
На северных склонах произрастают кедрово-лиственничные леса; в центральной и южной частях – древесная растительность, на склонах – степи, переходящие на высоте 1800- в горные луга и тундру. Имеются месторождения железистых кварцитов, нефелинов, графита, золота.  

#### Танну-Ола
По тув. тув. Таңды-Уула. Танну-Ола – горная система (хребет) в Южной Сибири, на юге Тувы. Состоит из восточной и западной части. Хребет тянется с востока на запад вдоль границы с Монголией. Длина примерно 300 км., ширина от 30 до ., высшая точка 3061 км.
Верховье реки Элегест делит хребет на западный и восточный.
Восточный Танну-Ола ниже западного, его слагают  более древние породы: граниты, туфы, кристаллические сланцы. Главный перевал Калдак-Хамар, через него идет дорога из Самагалтая в Кызыл. Недры Танну-Ола богат полезными металлами.
Лето в горах Танну-Ола короткое и прохладное, с заморозками. В июле-августе здесь выпадают обильные дожди, в конце августа возможен снегопад. Сегодня вы любовались золотисто-зеленым покровом гор, а завтра будете брести по рыхлому снегу. На южных склонах Танну-Ола простираются обширные пастбища-горные степи, поросшие караганой, полынью, лапчаткой.
Геологические породы представлены песчаниками, сланцами, конгломерантами (западный Танну-Ола), эффузивно-осадочными породами и гранитами (Восточный Танну-Ола). Ранее в горах добывали кобальт.
Из-за высоты и расчлененности макрорельеф хребта Танну-Ола выступает основным экологическим фактором, обусловливающим наиболее общие закономерности в характере растительного покрова. Особенности переплетения лесных и степных элементов ландшафта, и отсутствие переходных поясов в местах контактов обусловливают высокую чувствительность лесов хребта.
Северный склон его пологий и порос густым хвойным лесом, южный – наоборот, сравнительно крутой, даже скалистый. Гребень его имеет приплюснутую, округленную форму, благодаря чему, несмотря на свою значительную высоту, хребет этот не имеет альпийского характера.
Степные комплексы Сайгын
Давным-давно гора Сайгын называлась Бургутей, что ( в пер.с монгольского  Эзир- тей – скала Орел).
В 1909- 1911 годах в Туву прибыл  монгольский лама Ларомба. По его наставлению  скалу Бургутей переименовали в  «Саинь», что по монгольски означает «хороший». С тех самых пор гора Бургутей называется – Сайгын.
У горы Сайгын можно ознакомиться с древним курганным комплексом по размерам напоминающим геоглифы.
Гора  Агар-Даг  высота 1609 м.
Есть в Тес-Хемском кожууне прекрасный уголок, способный удивить каждого. Место и впрямь заветное, красивое, священное. Агар – священная гора, хребет.  Агар, «ак» с тувинского на русский переводится как «течь», «струиться».  Назван по струящимся тут и там осыпям песка и мелких камней.
Агар-Даг – священная гора этнической группы Соян.  Народ говорит «Бай-Агар», что в переводе с тувинского означает  «богатый агар». Когда-то в советские времена здесь выращивали пщеницу и урожай был очень богатым. На территории священной горы нельзя охотиться, стрелять. На южной стороне горы Агар-Даг располагается озеро Шара-Нуур, в переводе  с монгольского означает «желтое озеро». Кто хоть раз увидел его, запомнит  навсегда. Это озеро соленое, лечебное. Летом у озера сопки палат отдыхающих. Люди купаются и пьют целебную воду, поправляют свое здоровье.
Кластерный участок «Ямаалыг» (800 га) расположен в южной части останцовой равнины на левом берегу р. Тес-Хем, восточнее хребта Агар-Даг, севернее песков Алтан-Элс. Останец вытянут с В-СВ на З-ЮЗ. Высота 1321 м над уровнем моря. Протяженность 10 км.
Степь, останец, с богатым разнообразием археологических объектов культурно-исторического наследия.
•Гора Ак-Бедик –  находится на территории с. О-Шынаа и Берт-Даг Тес-Хемского кожууна. Горы  с таким же названием находятся и в Каа-Хемском, Овюрском, Дзун-Хемчикском кожууннах. Слово «Ак» на русский переводится, как белый, а «Бедик» -высокий.
•Горы Ак-Бедик считаются священными. О горе Ак-Бедик вблизи поселка Берт-Даг в Тес-Хеме   Кыргыс К. пишет: «Богата Тува священными горами. Одна из них - гора Ак-Бедик в Берт-Даге. Гора это настолько величественна и опасна, что люди боятся подниматься на нее. Они молятся у ее подножия, омывая лицо и руки целебной водой - аржааном, источник которого сочится из недр горы. С южной стороны гора совершенно голая, но ее обратный склон порос лесом, девственной тайгой. По ней не ступала нога человека, поскольку издревле шаманы запретили это делать земным существам» (К.Кыргыс).   
Легенда о горе :«Когда-то давным-давно жил один охотник. Он любил подниматься на высокие вершины горы. Так, как на вершине горы холодно он всегда надевал белый шерстяной плащ. Однажды, когда он поднялся на вершину один из больших гор, там сидели трое белобородых пожилых стариков. Увидев охотника старики очень обрадовались. Зачем сюда пожаловал, спрашивают старики у охотника. Он отвечает, что люблю смотреть с вершины горы на животных. «Так тебе и быть здесь хозяином», сказали старики и дали колокол. Так он и остался навсегда на вершине горы. Снизу на самой вершине горы видится белое пятно «это белый плащ хозяина леса» говорят люди. Когда охотники убивают большого животного, издалека с неба слышится звук колокола».
Священная гора  «Кызыл-Бедик» находится на территории с. О-Шынаа и Берт-Даг Тес-Хемского кожууна. В этой священной с необычной красотой горе пасутся только дикие козы.
Маршал-Тей.
Так эту гору начали называть после пребывания  на горе известного военного начальника маршала Советского Союза Москаленок, который приезжал в Туву в начале 70-х годов для выбора места для будущих приграничных учений. Говорят добравшись до Самагалтая, он решил ехать обратно так как   взобравшись на ближайшую гору и осмотрев  просторы Самагалтая и кожууна из бинокля, он убедился для манёвров места были отличными . Наскоро отобедав в Самагалтае, Москаленок двинулся в обратный путь. Учения там так и не состоялись, зато память об этой короткой побывке маршала сохранилась в названии горы. Эта гора находится в  на северной части села, недалеко от стелы с надписью «Самагалдай».
Гора Туглуга находится к северо-востоку  от сумона  Самагалтай.
Священная гора своей  вершиной  и мощью  стоит так,  как будто  мать обнимает  дитя, препятствуя  ветру и молний  оберегая  село Самагалтай   от всяких  стихийных  бедствий и  черных  сил. На другой стороне  горы  зеленый лес,  а вокруг  горы в  необычной  красоте  расположены  чабанские  осенние и  зимние стоянки.  
     В  первый  день  белого  месяца праздника   Шагаа   у подножия  горы  мужское население  сумона  совершает обряд  «Сан салыр».  Женщины по утрам  брызгая  свежесваренный  чай с молоком  молятся  в сторону  горы  молятся желая  всего  наилучшего своим родным. Своей земле.
Перевал Бай-Даг
         С давних времен по традиции путники останавливаются на перевале проводят обряд подношения (бросали в четыре разные стороны-на юг, восток, запад и север  «дээжи», самую лакомую часть принесенной еды (дорожного сухого пайка) или брызгали  молоко или чай с молоком, поклоняясь духам, природе, восходящему солнцу с благопожеланиями о счастливой дороги. Затем подвязывали «чалама»(ленточки) специально сооруженному месту (деревья украшенные разноцветными лентами или кадаками…)
Недалеко от перевала находится аржаан  Бай-Даг полезный для лечения  предстательной железы,  ангины и всего организма. 
       Каждый год проводится благоустройство территории перевала, проводится обряд освящения.
Перевал Калдак – Хамар

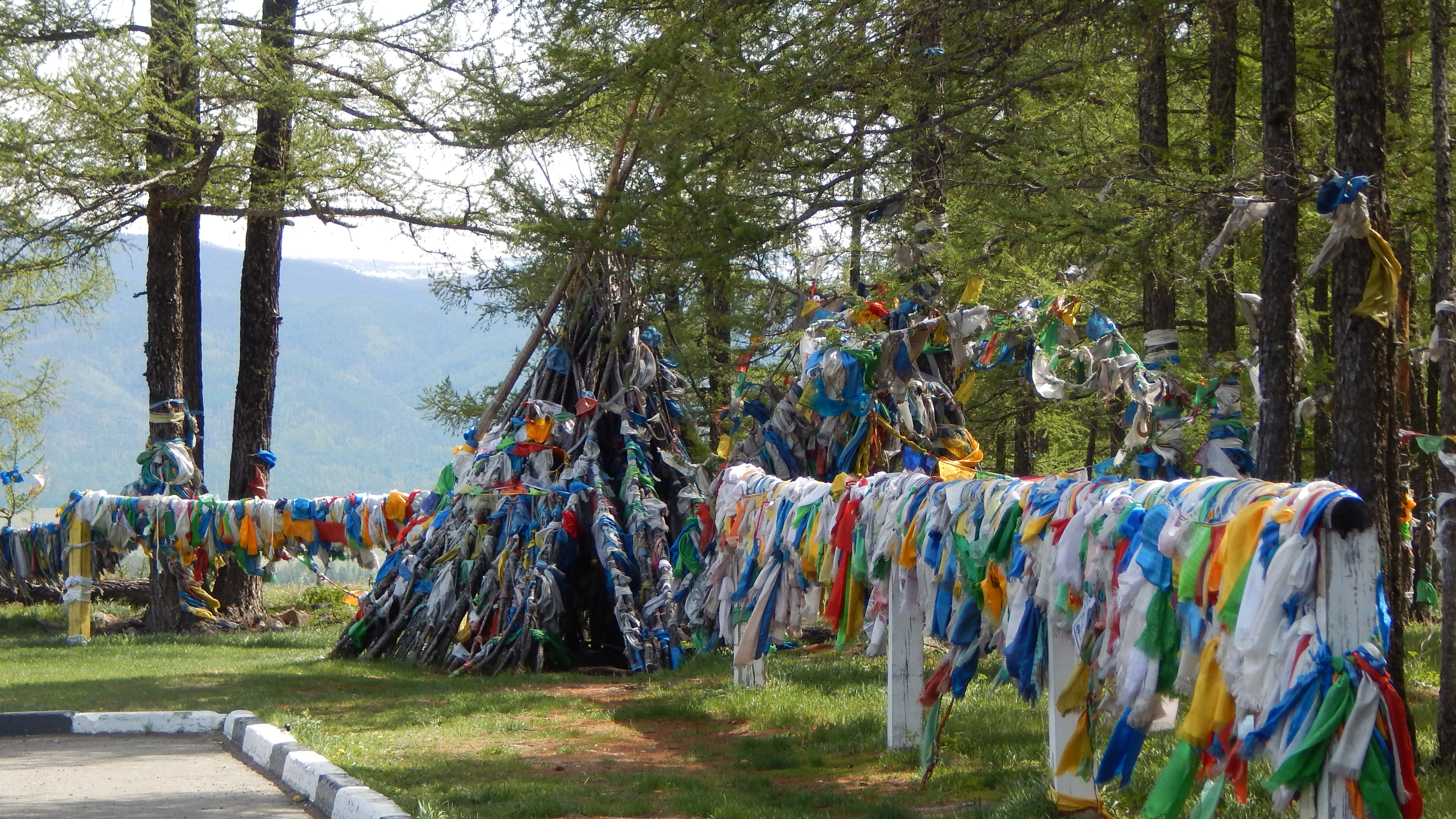

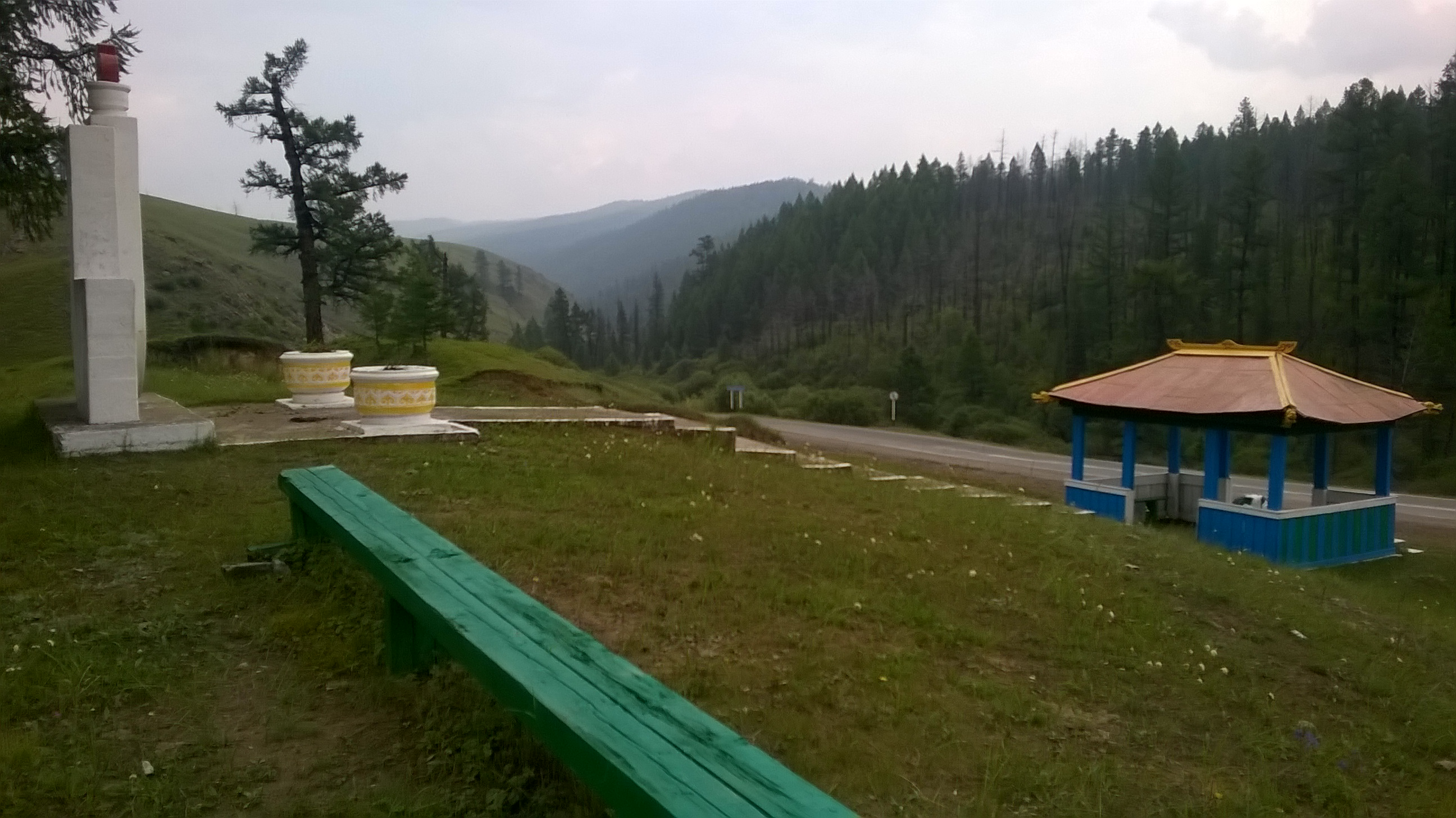

По сути Калдак и Хамар – это два разных места. Калдак – река, а Хамар – перевал. До 1940-х годов дорога проходила через крутой перевал Хамар.
В настоящее время дорога проложена  в устье реки Калдак, где проходит часть федеральной трассы М-54«Красноярск – госграница Монголия», соединившей юг республики с её столицей.
В истории района одним из значительных событий остается строительство дороги через перевал Калдак – Хамар, прочно соединивший бывшую столицу с остальной республикой. В 1938 году на «тувинский БАМ», прокладываемый методом народной стройки, съехались представители всех районов республики Тувы. Путь через перевал стала символом героического труда и единения тувинского народа. В течение  двух лет араты, сменяя друг друга, вручную валили лес, расчищали таёжный бурелом и скальную породу, чтобы появилась современная автотрасса.
В живописном уголке дороги установлена памятная стела, напоминающая о трудовом подвиге тувинских аратов, покоривших крутые склонны величественного хребта Танды-Уула.Перевал Калдак-Хамар считается одним из священных мест Тес-Хемского кожууна.

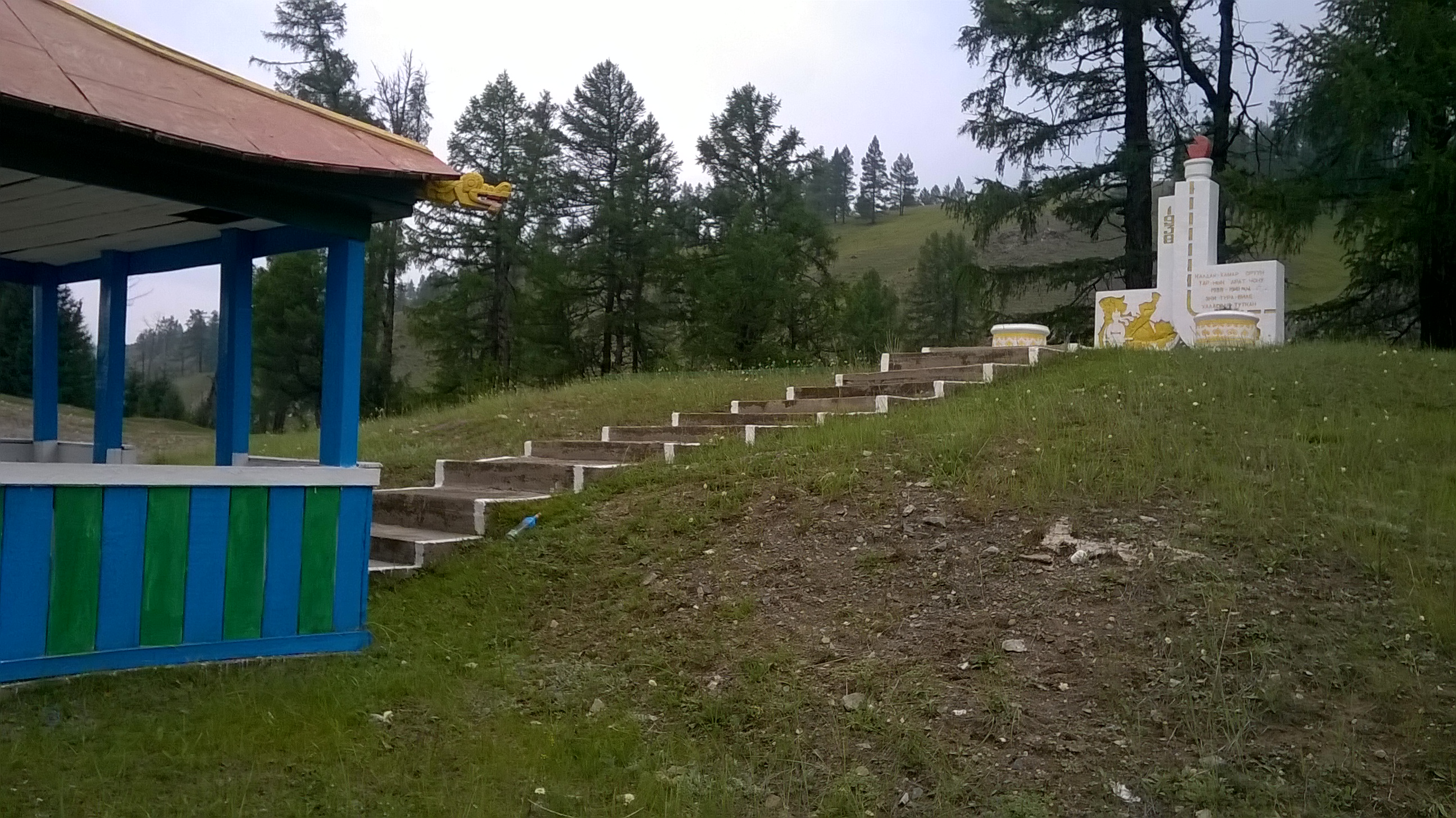

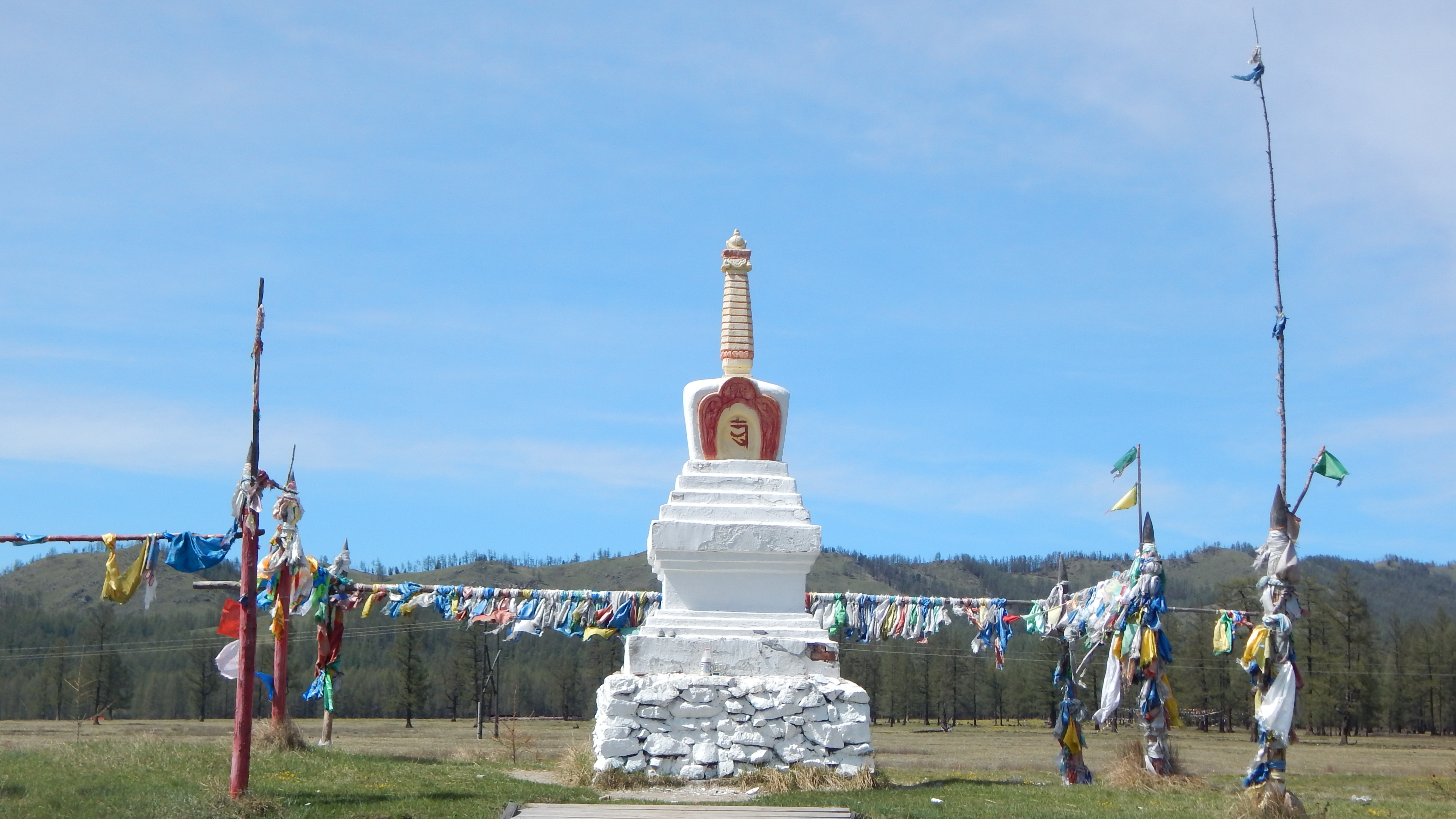

На левой стороне дороги величаво стоит Субурган, а на правой стороне дороги деревья украшены  разноцветными кусочками ткани. Это - традиция народа, поклонение родной земле. Каждый человек, проезжая через перевал, по традиции должен помолиться, желая всем счастливого пути.
Загадочное творение природы «Скала-Верблюд» (Теве-Хая). Расположена на юге Тувы, в 9 км. к юго-востоку от старинной столицы – Самагалтая, в долине реки Холь-Ожу, вытекающей из озера Кара-Холь. Скала очень похожа на верблюд, лежащего в залитой солнцем долине. Видны 2 горба, голова и даже глаза.  Высота скалы – 9 м., длина – 25 м., ширина – до 3 м.
На скале человек не трудился. Это удивительное по форме верблюда скала существует здесь уже много тысячи лет назад. Летом самое излюбленное место людей. Чтобы сфотографироваться у скалы, у реки и просто посидеть и отдохнуть на природе.

### Реки и озёра
Главную бассейновую речную сеть создает самая большая река кожууна — р. Тес-Хем, то есть все водотоки в южном направлении впадают в неё и подчинены её долине. Река Тес-Хем берет начало на территории Монголии, протекает через территории Эрзинского и Тес-Хемского кожуунов в направлении с востока на запад вдоль нагорья Сенгилен и хребта Танну-Ола и впадает в крупное бессточное озеро Убсу-Нур.
По территории кожууна протекают несколько рек, берущих свое начало на южных склонах хребта Восточный Танну-Ола, которые и впадают в р. Тес-Хем. Это Холь-Оожу, Дыттыг-Хем, Ужарлыг-Хем, Теректиг-Хем, Оруку-Шынаа, Арысканныг-Хем, Шивээлиг-Хем, Хараалыг-Хем, Деспен и Хоолу. Эти реки представляют собой типичные горные речки с невыработанным продольным профилем долины и весьма непостоянным режимом. Питаются главным образом за счет атмосферных осадков и таяния снега в горах. Летом, как правило, водоносны только в верховьях, а затем теряют свои воды в галечниковых отложениях.
В бассейне р. Тес-Хем нет промысловых видов рыб, только в р. Тес-Хем водится мелкая рыба осман.
В речной системе кожууна отличается р. Шуурмак, так как она принадлежит бассейну р. Енисей, свое начало она берет на северных склонах хребта Восточный Танну-Ола, протекает в северном направлении и впадает р. Малый Енисей. В ней водятся хариус и ленок.
Самый большой уровень в реках бывает в мае от таяния снега. Воды рек имеют хорошие вкусовые качества и используются для питья.
На территории кожууна имеются три озера — Шара-Нур, Дус-Холь и Кара-Холь. Озеро Кара-Холь находятся на хребте Танну-Ола и являются типичными пресным, малым, горно-таежным озером, в котором нет рыбы. Озеро Шара-Нур находится в Убсу-Нурской котловине и является солёным. Озеро Дус-Холь находится на границе с Эрзинским кожууном и является резко солёным. Указанные озера играют важную роль в обеспечении жизнедеятельности местного населения для занятия традиционным видом хозяйствования — отгонным пастбищным животноводством — и служат местами летнего стойбища чабанов.

#### Тес
Одна из известнейших рек в республике, является главной рекой района, берет свое начало в горах Монголии, а впадающей в озеро Убсу-Нур. Остальные несколько рек района является правыми притоками Тес-Хема.

#### Река Тес-Хем
На территории Тес-Хемского кожууна, начиная от местечка Тес-Кызаазы (граница с Эрзинским кожууном) и до местечка Ак-Чыраа (граница с Овюрским кожууном) — типичная степная река, со степным долинным комплексом. 1937—1939 годах реку Тес переплывали на лодках. Было время когда переправляли на другой берег по талонам. Позже поставили паром. Первым паромщиком который управлял и переправлял народ через реку Тес был Сурун Хам-оол. Спустя некоторое время в 1954—1955 г построили деревянный мост. Позже, в 1985—1986 годах соорудили действующий по ныне бетонный мост.

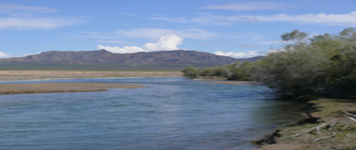

#### Озеро Шара-Нур

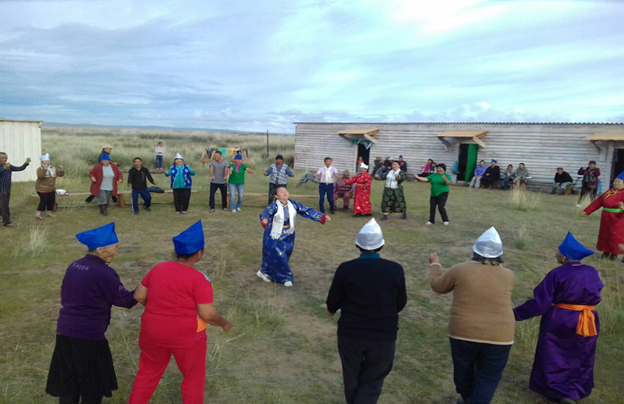
В лагере отдыха и лечения «Шара-Нуур»

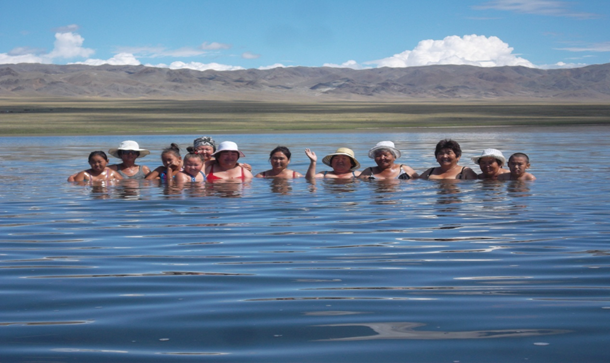
Плавание в озере Шара-Нуур

Расположен в 50 км с. Самагалтай. Высота над уровнем моря 898 м. Длина, ширина 0,8-1,3 км, площадь около 5 км2. Его форма серповидная, водоём вытянут в широтном направлении. Подходы к озеру местами заболочены, вдоль берегов растут осока и камыш. Глубина озера в периферийной части достигает 2,5 м.
На западной стороне впадает ручей, питающийся подземными водами. Источники есть и на берегах озера. В местах выхода подземных вод озерная рапа опреснена. Озерная рапа представляет рассол сульфатно-хлоридного натриевого состава:
| М45 | C157SO433HCO310          | Br0,046T18ºpH7,8. |
| М45 | ------------------------ | Br0,046T18ºpH7,8. |
| М45 | Na90Mg6                  | Br0,046T18ºpH7,8. |

На берегах и дне озера Шара-Нур залегает слой серого и темно-серого ила.
Иловая грязь очень вязкая, пластичная и хорошо мажется.
С 2008 года на берегу озера Шара-Нуур открыт лагерь отдыха и лечения.

#### Озеро Дус-Холь
Озеро (другое название «Самагалтайское») расположено в пределах Убсу-Нурской котловины южнее центра Тес-Хемского кожууна — с. Самагалтая (расстояние 40-45 км по автомобильной дороге). На географических картах озеро называется обычным для соленых озёр именем Дус-Холь, поэтому, принимая во внимание территориальную принадлежность озера, его, во избежание путаницы с другими солеными озерами, назвали Самагалтайским.
Водоем окружен невысокими возвышенностями — отрогами хребта Агар-Даг. Местность совсем голая, выжженная солнцем. Впадина выполнена четвертичными озерными отложениями. Берега озера отлогие, илистые, местами топкие.
Площадь около 0,4 км2 при длине и ширине 0,2-0,4 км. Примерно ¼ водоёма (в юго-западной части) занята самосадочными бассейнами, в которых благодаря солнечному выпариванию происходит садка галита — пищевой соли. Слой соли в бассейнах имеет толщу 0,3-0,5 м. В открытой части озера глубина небольшая (0,02-0,6 м), дно покрыто коркой солей, ниже находится 1,5-метровый слой чёрного, серого, а ещё ниже красноватого ила. Грязь пластичная, слабо засорена и имеет запах сероводорода. Соли на дне открытой части озера представлены гипсом, мирабилитом и тенардитом.
На северо-восточном берегу озера находится протяжённый выход солёных вод, состав которых следующий:
| М2,5 | HCO343CL35SO422          | T10ºpH8,5. |
| М2,5 | ------------------------ | T10ºpH8,5. |
| М2,5 | Na76Mg18Ca5              | T10ºpH8,5. |

На дне озера есть углубления, в которых пласт солей размыт. Возможно, здесь также происходит подток солёных вод. Подземные воды поступают из коренных пород — красноцветных отложений девона. Последние, скорее всего, являются соленосными.
Рапа Самагалтайского озера представлена крепким хлоридным натриевым рассолом с высоким содержанием брома и объёмным весом 1,19 г/см3 (по результатам опробования открытой части озера 4/VIII-1966 г.):
| М339 | C184SO416              | Br0,343T22ºpH7,2 |
| М339 | ---------------------- | Br0,343T22ºpH7,2 |
| М339 | Na78Mg22               | Br0,343T22ºpH7,2 |

Как и в озере Сватиково, на котором находится лечебно-оздоровительное учреждение, для рапы характерна повышенная концентрация калия (0,409 г/л), фтора (0,010 г/л), бора (HBO2 — 0,009 г/л), йода (0,004 г/л), стронция (0,001 г/л), лития (0,0009 г/л) и т. д.

#### Озеро Кара-Холь
Это таежное озеро в живописном месте, дает начало Холь-Оожу. Это пресноводное, удивительно подходящее для пастбища скота озеро является частью заповедника Убсу-Нурская котловина". Оно находится в 800 метрах над уровнем моря. Длина охватывает 1500 метра, ширина — 800—1000 метра, глубина составляет 2 метра, климатогеографическое состояние — тайга.
В 2004 году во время учения Калачакры, башкы Богдо- Гегээн освятил озеро Кара-Холь, поэтому озеро теперь считается священным.
В 2009 году по экспериментальному проекту изучения озера для разведения рыбы в Кара-Холь была запущена икра четырех разновидностей рыб.
Аржаан «Дуктуг-Дыт» (Мохнатая лиственница) расположен в Тес-Хемском кожууне, примерно в 10 км к северо-западу от с. Шуурмак в межгорном ущелье. Слабоминеральный источник (0.22 г/л), с температурой на выходе в 6,5 градусов С и очень высоким дебитом. Микрохимический состав – гидрокарбонатный магниево-кальциевый. По этим показателям Дуктуг-Дыт мало отличается от других пресных аржаанов. В аржаане обустроен Дом отдыха, столовая, торговые точки и мини-театр для проведения культурно-массовых мероприятий. Аржаан Дуктуг-Дыт — радоновый источник чудодейственной силы. Иначе как скажешь о замечательных его свойствах воды вылечивать от различного рода заболеваний. Чтобы до него добраться, нужно преодолеть путь около 150 метров высоту по многочисленным выступам и импровизированным ступенькам. В будущем планируется благоустройство отдыха у этого источник
В лечебных целях источник стал использоваться сравнительно недавно в 80-х годах XX века. Тем не менее, народная молва приписывает источнику поистине чудодейственную силу: помогает при остеохондрозах, полиартритах, воспалительных процессах; приезжают гипертонические больные, говорят, что после лечения на аржаане кровяное давление нормализуется; частыми посетителями аржаана являются парализованные больные. С 1990 г. местное население с. Шуурмак ежегодно с середины июля по вторую половину августа лечатся в аржаане, в основном «диким», стихийным образом. Курс лечения прост и традиционен: он занимает от 7 до 9 дней, реже 14 и 21 дня. Используется для лечения  и грязь, имеющая темно-серую окраску. Лечебные свойства данной грязи требуют специальных исследований. Аржаан Дуктуг-Дыт является любимым местом отдыха жителей с. Шуурмак и жителей близлежащих поселков.
Аржаан «Бай-Даг» находится в 8 км. от с. Шуурмак, неподалёку от перевала Бай-Даг. Аржаан малоизучен, и малоизвестен. Название аржаана происходит от места, где образовался этот целебный источник. Насыщенный минеральными солями и элементами источник позволяет лечить широкий круг заболеваний.

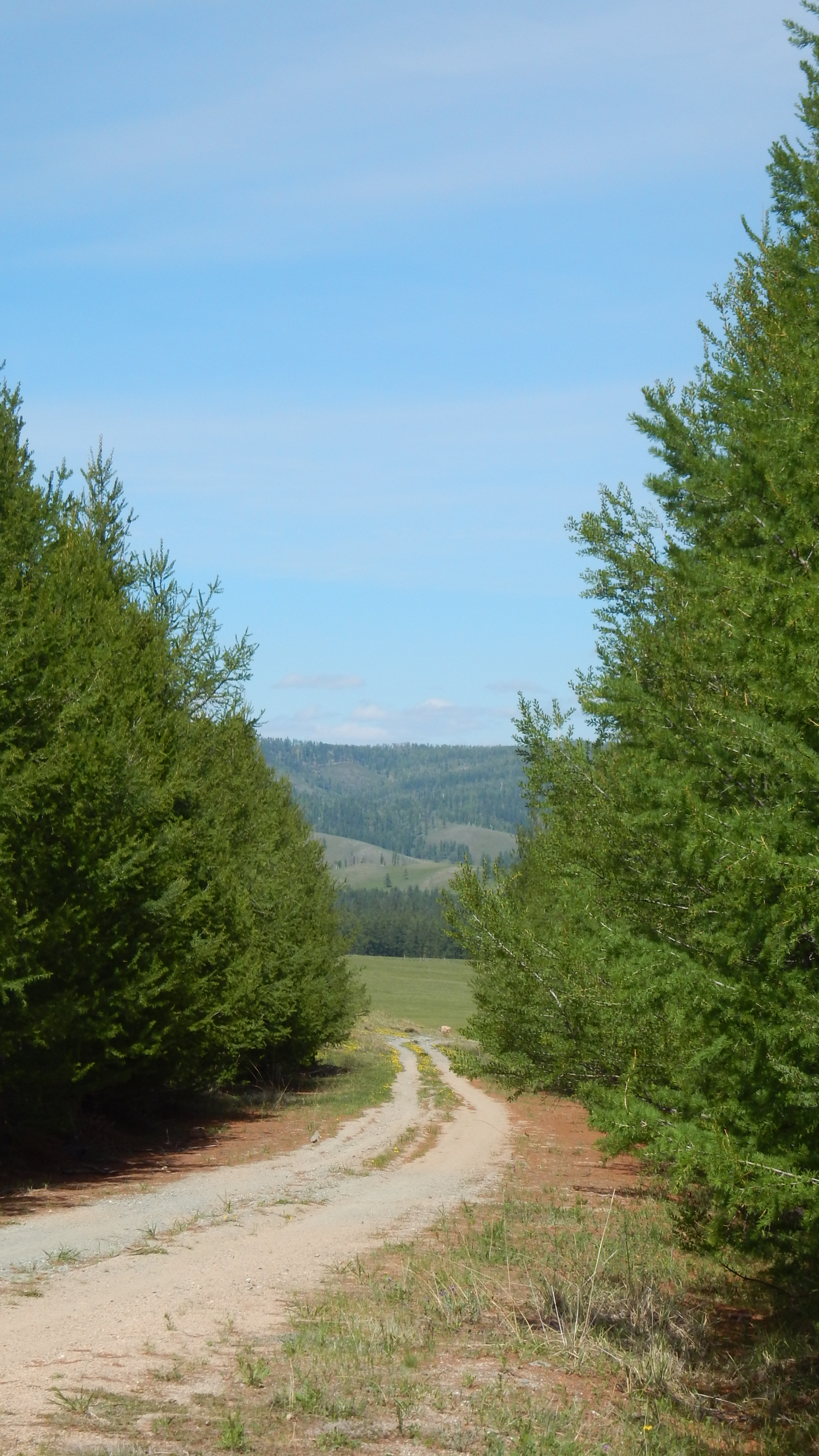

Минеральный источник  Ужарлыг, находится в 3 км от сумона Самагалтай  на правой стороне трассы Самагалтай-Берт-Даг.  Аржаан малоизучен, неподалёку течет река Ужарлыг-Хем.   Источник почитаем местными жителями, летом здесь всегда многолюдно – местные жители останавливаются, чтобы набрать с собой воды, которая, как говорят, богата железом.
Источник Суг-Бажы находится недалеко от сумона Самагалтай у реки Дыттыг-Хем.
Куран аржааны (Куранский источник) находится на территории арбана Куран с.Шуурмак Тес-Хемского кожууна. Источник почитаем местными жителями, ежегодно проводится освящение источника. По словам местных жителей лечит воспалительные заболевания органов дыхания и полости рта. ( ангину...)
Аржаан Буланныг  находится в 3 км от сумона У-Шынаа Тес-Хемского кожууна.     Источник  малоизучен, но местные жители  считают местность аржаана священным, летом  местные жители  посещают источник, чтобы набрать воду, которую, как говорят, целебная.

### Климат кожууна
Климат кожууна резко континентальный — холодная продолжительная зима и короткое жаркое лето, сильные ветра и засуха в весеннее время.
Самый холодный месяц года — январь (в среднем −34,9 градусов С). Абсолютный минимум температуры достигает −59 градусов. Самый теплый месяц — июль, среднемесячная температура составляет +17,8 градусов С. Абсолютный максимум температуры воздуха в июле +38 градусов С.
Снежный покров лежит с начала ноября до конца апреля. Период с устойчивым снежным покровом не превышает 166 дней при максимальной толщине покрова, что позволяет осуществлять зимний выпас скота.
Для территории характерны: холодная, малоснежная зима, малое количество осадков и большая амплитуда абсолютных и средне суточных температур.
Продолжительность вегетационного периода — 128 дней. Продолжительность безморозного периода — 95 дней.
Количество осадков наименьшее из всех тувинских котловин.
За холодный период с октября по март выпадает всего 16-22 процентов годового количества осадков, весной 7-13 процентов, в течение трех летних месяцев выпадает около 56-67 процентов.
Из-за малой обеспеченности влагой, кожуун не очень благоприятный для возделывания сельскохозяйственных культур.
В целом можно сказать, что климатические условия кожууна отличаются особой суровостью.

## Население
| 1990   | 2000  | 2002  | 2004  | 2005  | 2006  | 2007  | 2008  | 2009  |
| ------ | ----- | ----- | ----- | ----- | ----- | ----- | ----- | ----- |
| 10 470 | ↘9150 | ↘8908 | ↗8976 | ↘8975 | ↗9074 | ↗9270 | ↗9394 | ↗9471 |
| 2010   | 2011  | 2012  | 2013  | 2014  | 2015  | 2016  | 2017  | 2018  |
| ↘8174  | ↘8154 | ↗8184 | ↗8191 | ↗8261 | ↗8355 | ↘8266 | ↗8341 | ↗8425 |
| 2019   | 2020  | 2021  |       |       |       |       |       |       |
| ↗8522  | ↗8617 | ↗8966 |       |       |       |       |       |       |

## Административное деление
В Тес-Хемского кожууна состав входят 7 сумонов (сельских поселений), объединяющих 8 населённых пунктов:
| № | Сумон (сельское поселение) | Административный центр | Количество населённых пунктов | Население | Площадь, км2 |
| - | -------------------------- | ---------------------- | ----------------------------- | --------- | ------------ |
| 1 | Берт-Дагский               | село Берт-Даг          | 1                             | ↗1048     |              |
| 2 | Кызыл-Чыраанский           | село Ак-Эрик           | 1                             | ↗883      |              |
| 3 | О-Шынаанский               | село О-Шынаа           | 1                             | ↗879      |              |
| 4 | Самагалтайский             | село Самагалтай        | 1                             | ↗3299     |              |
| 5 | У-Шынаанский               | село Холь-Оожу         | 1                             | ↗416      |              |
| 6 | Чыргаландинский            | село Бельдир-Арыг      | 1                             | ↗1235     |              |
| 7 | Шуурмакский                | село Шуурмак           | 2                             | ↗766      |              |

## Достопримечательности и памятные места
На территории кожууна расположена часть биосферного заповедника «Убсунурская котловина». Убсунурская котловина — объект всемирного наследия ЮНЕСКО.

### Памятник и военное захоронение Героя Советского Союза Х.Н. Чургуй-оола
В 1980г с.Берт-Даг Тес-Хемского кожууна установлен памятник в честь земляка-участника ВОВ, Герою Советского Союза Х.Н. Чургуй-оолу.
Неподалёку от села Берт-Даг, на возвышении есть отдельно стоящее захоронение - могила Героя Советского Союза Ч.Н. Хомушку. По Постановлению Правительства Республики Тыва от 12 мая 1997 г. № 190 «О дополнении к Государственному списку памятников истории и культуры Республики Тыва» является памятником истории и культуры Регионального значения.
Хомушку Чургуй-оол Намгаевич 1918 года рождения участвовал в Великой Отечественной войне с ноября 1943 г. по июль 1944 г. на втором Украинском фронте, 52 Армия, 235 танковый полк механик водитель танка Т-34. Он награжден орденами «Отечественная война II степени, Герой Советского Союза, Золотая Звезда, Орден Ленина, медаль За Победу над Германией, Тридцать лет Советской Армии и Флота, медаль Двадцать лет Победы Великой Отечественной войне 1941, 1945»
Умер 10.07.1978 году  захоронен в селе Берт-Даг Тес-Хемского района Республики Тыва.

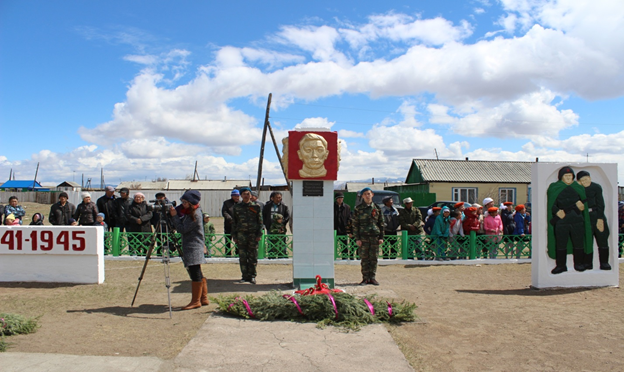

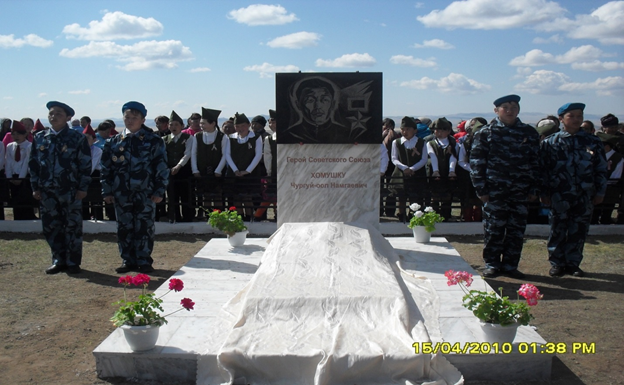

Памятник Братьям Шумовым и землякам-участникам ВОВ с.Самагалтай. Памятник открыт 9 мая 1985 году в честь 40-летнего юбилея  празднования Великой Победы. Автор художник, камнерез, Заслуженный работник культуры Тувинской АССР Б.С.Дупчур,  при постройке памятника работали художники С.Ш.Севээн, Л.Х.Уржук, О.Д.Монгуш.
На памятнике имеется текст "1941-1945" и список имен земляков- добровольцев участвовавших в Великой Отечественной войне.
Эзир-Кара
Эзир-Кара – памятник жертвам политических репрессий. На монументе изображен конь, который наряду с 23 людьми, жертвами сталинского террора, был признан врагом народа. Эзир-Кара победитель Наадымов, репрессированной в 30-х годах XX века вместе с хозяином.
Курган
Сразу после выезда из с. Самагалтай, рядом с дорогой, находится большой курган с внешним кольцом. У кургана — оленный камень с изображением «летящих» оленей. Такие памятники редко встречаются в Туве, основная область их распространения — степи Монголии. Северная граница расселения племён, оставивших после себя большие и сложные по планировке курганы, проходила по хребту Танну-Ола.
Петроглифы
В местечке Хараалыг-Хем</strong>, хорошо сохранившиеся наскальные изображения архаров, диких кабанов, охотников с собаками в разных местах по течению Хараалыг-Хем. Вверх по течению реки Хараалыг-Хем. Центр занятости Тес-Хемского кожууна.